# Tripolitania otomana
La Tripolitania otomana se refiere a la región formada por una gran parte del territorio de lo que hoy es Libia (la franja costera junto con algunas regiones interiores, como el Fezán), que durante un largo periodo constituyó una provincia del Imperio otomano: primero, de 1551 a 1864 como eyalato de Trípoli (en turco otomano: ایالت طرابلس غرب‎ Eyālet-i Trâblus Gârb); después, de 1864 a 1912, como valiato de Trípoli (ولايت طرابلس غرب Vilâyet-i Trâblus Gârb); asimismo en documentos de la administración otomana aparecía frecuentemente como Bey y súbditos de Trípoli de Berbería en esos mismos periodos. También fue conocido como reino de Trípoli, aunque técnicamente nunca fuera un reino, sino una provincia otomana gobernada por pashas o pachás  (gobernadores). Alcanzaron una mayor autonomía -una semiindependencia- los pashas de la dinastía Karamanli, que gobernaron la provincia desde 1711 hasta 1835 como monarcas hereditarios de facto, a pesar de que permaneció nominalmente bajo el dominio otomano y bajo la soberanía de Constantinopla.
Aparte del corazón del territorio en torno a Trípoli (la antigua Tripolitania), también la Cirenaica o Barqa fue parte del reino de Trípoli entonces gobernado de facto por el pasha de Trípoli, en tanto que gobernador general nominal otomano. Asimismo, el Fezán (la mayor parte del actual Fezán libio) también se integró en el eyalato.
El nombre otomano de Trablus Garb significa literalmente «Trípoli en el oeste» ya que el estado tenía otro Trípoli en el este (actual Líbano), también llamado Trablus, que fue conquistado por Selim I tras la batalla de Marj Dabiq. Después de que la Trípoli de Berbería fuese anexionada, los nombres de los eyalatos cambiaron a Trablus Şam («Trípoli en el este») y Trablus Garb (que corresponde a la antigua Oea o Trípoli romana).
Un remanente de los siglos de dominio turco es la presencia en la Libia actual de una población de origen turco, y otra de origen turco parcial, los kouloughlis.

## Historia

Bandera de la Tripolitania otomana.

### La conquista otomana
Al inicio del siglo XVI la costa de la actual Libia tenía una mínima autoridad central y sus puertos eran refugios de bandas de piratas. Trípoli, aunque seguía siendo parte del imperio hafsí, se administraba con gran libertad bajo la gestión de sus comerciantes y notables; era un puerto activo, que se centraba en el tráfico de caravanas y en el corso contra barcos cristianos en el Mediterráneo. El reino de Castilla ocupó Trípoli en 1510, pero los españoles estaban más interesados en controlar el puerto que en afrontar los inconvenientes de administrar una colonia. En 1530 la ciudad —junto con Malta y Gozo— fue cedida por el emperador Carlos I de España a los Caballeros de San Juan como compensación por su reciente expulsión de Rodas a manos de los turcos otomanos. 
El dominio cristiano terminaría en 1551 cuando Trípoli fue asediada y conquistada por los famosos almirantes turcos Sinan Pasha y Turgut Reis. Turgut Reis, declarado primero bey y posteriormente pasha de Trípoli,  sometió a las tribus del interior y a varias ciudades como Misrata, Zuara, Gharyan (así como Gafsa) en la siguiente década. Esos esfuerzos contribuyeron a cimentar las bases de una estructura estatal en lo que ahora es Libia, pero el control desde Constantinopla permaneció laxo y blando como en el resto de la costa Berberisca del norte de África.
En cuanto a la administración, Trípoli pasó así a ser la capital de una de las tres provincias en que quedó dividido el Magreb bajo los otomanos, las provincias, denominadas eyalatos, de Argelia, Túnez y Tripolitania. Después de 1565 la autoridad administrativa en Trípoli fue concedida a un pasha directamente nombrado por el sultán en Constantinopla. El sultán envió al pasha con un cuerpo de jenízaros, que fueron divididos a su vez en un número de compañías bajo el mando de un oficial joven o bey. Los jenízaros rápidamente se convirtieron en la fuerza dominante de la Libia otomana. Como era una hermandad militarmente autogobernada responsable solo a sus leyes y protegidos por un diván (un consejo de altos oficiales que asesoraban al pasha), los jenízaros redujeron al pasha a un gran rol ceremonial.
Los gobernadores otomanos de Trípoli, tras dominar la región próxima a la capital, consiguieron ampliar el dominio otomano a otras regiones.
En 1577 el gobernador de Trípoli era Jafar Pachá (que rigió la provincia desde 1569 a 1581). Aprovechando las querellas internas de la familia reinante en el Fezán, envió un cuerpo de ejército y tras tomar Ksar-el-Ahmed, en las cercanías de Sabha, así como Murzuk, impuso el dominio otomano. Los turcos dejaron una guarnición en Murzuk e impusieron un tributo a la región. Sin embargo, durante los decenios siguientes hubo rebeliones constantes y se alternaron periodos en que el Fezán recuperaba su independencia y en que, tras el envío de una nueva expedición militar, volvía al dominio de Trípoli.
Los turcos también se interesaron por las regiones de la costa situadas al Este, en dirección a Egipto, en especial el puerto de Bengasi, que tenía una situación estratégica. En 1578 los turcos invadieron Bengasi y la gobernaron desde Trípoli. Sin embargo, al cabo de un tiempo la población local aprovechó la escasa presencia otomana para retornar a una situación de independencia. Ante ello, hacia 1637-1638 el Pachá o gobernador de Trípoli, Mohammed-Sakesli-Dey, deseoso de controlar todo el comercio procedente de las rutas del Sur, concibió el plan de atacar los centros del Este (las ciudades de Bengasi y Derna eran dos importantes destinos de las caravanas del sur; el oasis de Auyila o Awjila era un punto de tránsito clave). Las tropas turcas del Pachá, al mando de Osman-Bey por tierra y de Yusuf-Bey por mar, consiguieron el control de la región de Bengasi (es decir, la antigua Cirenaica o Barqa/Barka), donde Yusuf-Bey quedó como gobernador.
La siguiente campaña se dirigió en 1639 contra el oasis de Augila (Awjila), situado unos 400 km al sur de Bengasi. De nuevo el jefe militar Osman-Bey dirigió la expedición turca, que esta vez contaba con el apoyo de los jefes árabes de las principales ciudades de Tripolitania y disponía de caballería y piezas de artillería. Tras una marcha dificultosa a través del desierto, Osman-Bey sitió la pequeña ciudad de Augila y finalmente obtuvo su rendición.
De esta manera, la región Este hasta Egipto, con la franja costera y el oasis de Augila (Awjila), quedaron bajo dominio turco dentro del Eyalato de Tripolitania, al igual que el Fezán (la mayor parte del actual Fezán libio). Los territorios pertenecientes al Eyalato o "reino de Trípoli" bajo dominio otomano pueden apreciarse en el mapa adjunto (basado en un mapa de Guillaume Delisle).

### La dinastía karamanli y las guerras berberiscas

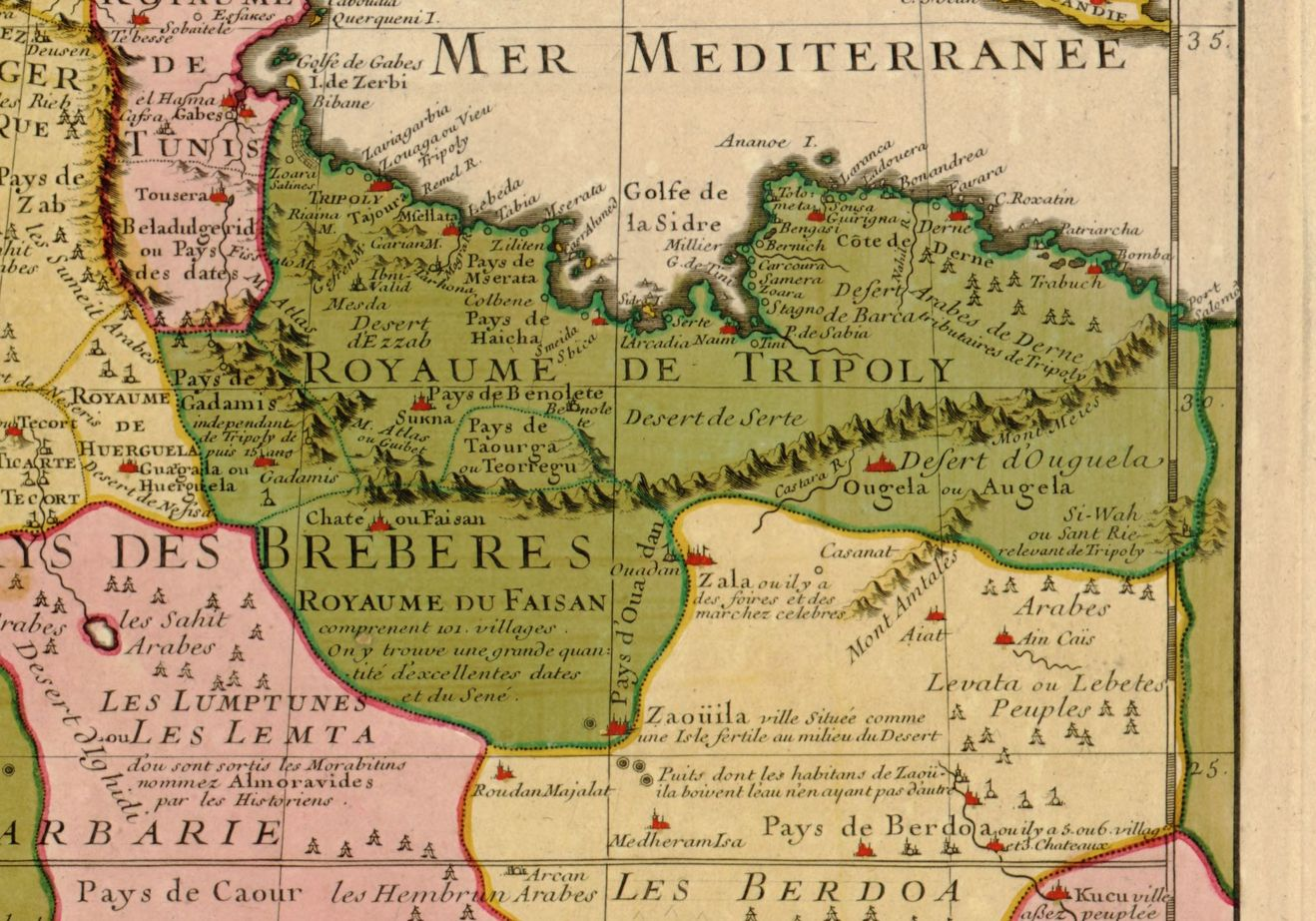
El «reino de Trípoli» (Royaume de Tripoly), bastante mayor que la actual Tripolitania, se muestra incluyendo gran parte de la actual Libia, con la excepción de Berdoa, sobre un mapa de Guillaume Delisle (1707).

En 1711 Ahmed Karamanli, un oficial otomano de caballería e hijo de un oficial turco y de una mujer libia, tomó el poder y fundó la dinastía Karamanli, que gobernaría los siguientes 124 años. La guerra civil Libia de 1791-1795 ocurrió en esos años.
En mayo de 1801 el pasha Yusuf Karamanli demandó de Estados Unidos un incremento en el tributo ($83,000) que desde 1796 su gobierno debía pagar por la protección de su comercio de la piratería tras la firma del tratado de Trípoli. La demanda fue rechazada por el tercer presidente estadounidense, Thomas Jefferson, que envió una fuerza naval que bloqueó Trípoli, lo que dio lugar al estallido de la primera guerra berberisca, que se prolongó desde 1801 hasta el 3 de junio de 1805. La regencia de Trípoli fue derrotada por la entonces recién nacida Marina de los Estados Unidos. Entre otras confrontaciones destaca la batalla de Derna en 1805 en la cual tropas mercenarias y marines derrotaron a los otomanos. Versos del himno de los Marines de Estados Unidos conmemoran estos hechos.
La segunda guerra berberisca de 1815 (también llamada la guerra argelina) fue el segundo de los dos conflictos entre Estados Unidos y las regencias del norte de África del Imperio otomano de Argel, Trípoli y Túnez, conocidas colectivamente como los estados berberiscos.
El 5 de septiembre de 1817, luego de una disputa por el pago de tributos y tras levantamientos contra su gobierno, Yusuf Karamanli invitó a los líderes de la tribu libia de Al-Jawazi a su castillo en Benghazi. El pasha ordenó la ejecución de todos los asistentes y persiguió a los otros miembros de la tribu, lo que resultó en la masacre de al menos 10 000 personas, que finalmente buscaron refugio en los países vecinos, especialmente en Egipto.

### Reafirmación de la autoridad otomana
En 1835 el gobierno del sultán Mahmud II aprovechó los disturbios locales para poner fin a la dinastía Karamanli y reafirmar su autoridad directa, nombrando directamente un gobernador,  en general con el título de pachá. Esa situación se mantuvo con pocos cambios hasta la conquista del territorio por parte de Italia, cerca ya del colapso final del Imperio otomano.
La principal modificación se registró durante el periodo reformista del Tanzimat: en el marco de la reorganización administrativa del Imperio, en 1864 Trípoli pasó a ser un valiato del Imperio otomano, el valiato de Tripolitania. A su frente estaba un valí, que seguía siendo nombrado directamente por el sultán (y que generalmente seguía teniendo el rango de pachá). En 1863 el sanjacado de Bengasi había pasado a ser independiente del sistema de provincias y esta condición se consolidó en 1888 y no dependía del valiato de Trípoli, rindiendo sus gobernadores cuentas directamente a la Sublime Puerta.
Incluso después que la Sublime Puerta hubiera asumido de nuevo el control directo sobre Trípoli, la descentralización del poder otomano y sobre todo su debilitamiento acabaron resultando en la virtual independencia tanto de Egipto como de Trípoli; en consecuencia una gran parte de la costa y del desierto situados entre ambos cayeron en la anarquía. El movimiento local sanusí, liderado por el clérigo musulmán Sayyid Mohammed Ali as-Senussi, llamó al campesinado a rebelarse contra el poder otomano. El Gran Senussi estableció su cuartel general en la ciudad oasis de Jaghbub (o Al Jaghbub) mientras sus ikhwan (hermanos) formados en las zawiyas (colegios religiosos o monasterios) fueron de un lado a otro del norte de África, dando una cierta estabilidad a unas regiones entonces conocidas por su insumisión ante la autoridad central. De acuerdo con las instrucciones expresas del Gran Sanusi, ese sometimiento se consiguió en gran medida sin ninguna coerción.
El momento de más influencia sanusi fue en la década de 1880 bajo el hijo del Gran Senussi, Muhammad al-Mahdi as-Senussi, que fue un hábil administrador y un orador carismático. Con 146 residencias distribuidas en el Sahara, trasladó la capital senusi a Kufra. El severo gobierno otomano solamente tuvo como rival a ese movimiento sanusí que llamaba a resistir la ocupación extranjera. Mohammed al-Mahdi se aseguró la lealtad duradera de las tribus amaziges de Cirenaica. Aun así, durante un periodo de 75 años los turcos otomanos proveyeron 33 gobernadores y el valiato de Trípoli (así como el sanjacado de Bengasi a partir de 1863) permaneció como parte del imperio —a veces casi virtualmente autónomo— hasta que Italia invadió el territorio en 1911.

### La Guerra ítalo-turca
La guerra ítalo-turca o la guerra turco italiana (también conocida en Italia como la Guerra di Libia, 'guerra de Libia', y en Turquía como Trablusgarp Savaşı, 'guerra tripolitana') fue un conflicto entre el Imperio otomano y el reino de Italia del 29 de septiembre de 1911 al 18 de octubre de 1912. Como resultado de este conflicto los turcos otomanos cedieron a Italia los territorios que, ya bajo administración italiana, se convertirían en las provincias de Tripolitania, Fezán y Cirenaica. Esas provincias posteriormente formarían lo que hoy es Libia. Durante el conflicto las fuerzas italianas también ocuparon las islas del Dodecaneso en el mar Egeo, que Italia devolvería al Imperio otomano por el Tratado de Ouchy de 1912, que se firmó en el castillo de Ouchy en Lausana, Suiza. 
Aunque las ambigüedades del texto establecieron una administración provisional italiana de las islas y Turquía eventualmente renunció a reclamar esas islas en el artículo 15 del Tratado de Lausana en 1923. Turquía retiraría a todas sus fuerzas militares y agentes administrativos de Libia según el artículo 2 del Tratado de Ouchy en 1912 (por el artículo 22 del Tratado de Lausana en 1923).
Aunque mínima la guerra fue un significativo precedente de la Primera Guerra Mundial en el que la chispa del nacionalismo prendió en los países balcánicos. Dado que las tropas italianas derrotaron a los desorganizados ejércitos otomanos, los miembros de la Liga Balcánica atacaron al imperio en la primera guerra balcánica antes que la guerra con Italia terminase. En la guerra ítalo-turca se usaron muchas armas de segunda generación como el aeroplano. El 23 de octubre de 1911 un piloto italiano sobrevoló las líneas turcas en una misión de reconocimiento y el 1 de noviembre el teniente segundo Giulio Gavotti, desde un primer modelo del avión Etrich Taube, lanzó la primera bomba aérea sobre tropas turcas en Libia.

## Divisiones administrativas
Sanjacados del eyalato a mediados del siglo XIX:
- Sanjacado de Bengasi que se convirtió en un sanjacado independiente en 1863; luego se convirtió en una provincia durante un breve período, pero se convirtió en un sanjacado independiente una vez más en 1888.
- Sanjacado de Trablus Garb
- Sanjacado de Khoms
- Sanjacado de Djebel Akhdar, La Montaña verde, aproximadamente el actual Jabal al Akhdar
- Sanjacado de Gharbi
- Sanjacado de Fezán

- Sanjacados del valiato:[18]

- Sanjacado de Trablus Garb
- Sanjacado de Khoms
- Sanjacado de Celebi-i-Garbi
- Sanjacado de Fezán
- Sanjacado de Bengasi